# Ј (кирилиця)
Ј, ј — літера розширеної кирилиці, 11-а буква сербської і 12-а літера македонської абетки. Використовується також в алтайській та азербайджанській кириличній абетці. Вимовляється як МФА: [j] , але в алтайській мові позначає МФА: [ɟ] або МФА: [d͡z]
У південнослов'янських мовах (окрім болгарської) в кириличному алфавіті використовується замість традиційної букви Й, і в поєднаннях ја, је, јо, јі, ју, які замінили скасовані з сербської писемності букви йотованних голосних я, є, ю (див. таблицю транскрипції сербських букв в статті «Сербська кирилична абетка»).

## Історія
Буква існувала в російському скорописі кінця XVII — початку XIX ст. як варіант літери «і» (лише в тих позиціях, де вона вимовлялася як «й», наприклад «маіоръ») і в цій якості засвідчена в численних документах. Остаточно виходить з ужитку в пізні роки Миколи I. У друкарських шрифтах була відсутня.
Буква була введена в сербську абетку Вуком Стефановичем (який пізніше взяв собі прізвище Караджич). Спочатку в своїй граматиці народної сербської мови 1814 року він використовував символ Ї, яке пізніше змінив на Ј — тобто використав латинський йот в його німецькому звуковому значенні, перший час залишивши дві крапки над буквою. Однак припускається, що на його вибір вплинула не німецька літера, а російська (див. вище).
У новоствореній македонській абетці буква Ј сербського зразка була уведена 4 грудня 1944 року за результатами голосування членів «філологічної комісії щодо встановлення македонської азбуки і македонської літературної мови» (8 голосів «за», 3 «проти»).
Буква застосовувалася в деяких варіантах писемності, що пропонувалися в середині XIX століття для української мови, передусім у драгоманівці, але через її відсутність у типографіях від неї швидко відмовилися.
На початку XX століття існували ідеї запровадженні літери і в російській мові. У 1990-і рр. було запропоновано ввести дану букву в алфавіт західнополіської мікромови.